# Hippaliosina dorbignyana
Hippaliosina dorbignyana är en mossdjursart som beskrevs av Moyano 1991. Hippaliosina dorbignyana ingår i släktet Hippaliosina och familjen Hippaliosinidae. Inga underarter finns listade i Catalogue of Life.